# Estação El Llano
A Estação El Llano é uma das estações do Metrô de Santiago, situada em Santiago, entre a Estação Franklin e a Estação San Miguel. Faz parte da Linha 2.
Foi inaugurada em 21 de dezembro de 1978. Localiza-se no cruzamento da Gran Avenida com a Rua José Joaquín. Atende a comuna de San Miguel.